# El Cubolero
El Cubolero är en ort i Honduras.   Den ligger i departementet Departamento de Valle, i den sydvästra delen av landet, 80 km sydväst om huvudstaden Tegucigalpa. El Cubolero ligger 5 meter över havet och antalet invånare är 1 286.
Terrängen runt El Cubolero är huvudsakligen platt, men norrut är den kuperad. En vik av havet är nära El Cubolero åt sydost.  Närmaste större samhälle är La Alianza, 8,0 km nordväst om El Cubolero. Trakten runt El Cubolero består huvudsakligen av våtmarker.